# 錫龍河
錫龍河（法語：Ciron，法語發音：[siʁɔ̃]）是法國的河流，位於該國西南部，屬於加龍河的右支流，河道全長97公里，流域面積135平方公里，平均流量每秒3立方米，河口處在巴尔萨克。

## 外部連結
- http://www.geoportail.fr （页面存档备份，存于）
- Sandre数据库中的錫龍河 （页面存档备份，存于）